# Pseudanthias townsendi
Pseudanthias townsendi es una especie de peces de la familia Serranidae en el orden de los Perciformes.

## Morfología
• Los machos pueden llegar alcanzar los 9 cm de longitud total.

## Hábitat
Es un pez  de mar de clima tropical  que vive entre 15-63 m de profundidad.

## Distribución geográfica
Se encuentra desde el Golfo Pérsico hasta el sur de Omán y el sur de Irán.